# Navjote
Il navjote (persiano: سدره‌پوشی, sedreh pushi) è la cerimonia di iniziazione alla religione zoroastriana. Con il navjote lo zoroastriano comincia ad indossare il sedreh ed il kushti. Il termine navjote è usato principalmente dai parsi, in India, mentre gli zoroastriani iraniani lo chiamano sedreh pushi. Gli zoroastriani del Pakistan, parsi e iraniani, utilizzano entrambi i termini.
La cerimonia viene effettuata quando il bambino compie sette anni, ma può essere rinviata fino al quindicesimo anno di età. Dopo avere fatto il bagno in acqua benedetta, il fanciullo indossa abiti nuovi e viene condotto nella stanza in cui si svolgerà la cerimonia, dove lo attendono i genitori, i parenti, gli amici e il celebrante. La cerimonia consiste nella recita di preghiere da parte del celebrante e della recita della professione di fede e degli articoli di fede da parte del fanciullo, che indosserà il sedreh ed il kushti. La cerimonia si conclude con la benedizione finale.  